# Canton de Cosne-Cours-sur-Loire-Sud
Le canton de Cosne-Cours-sur-Loire-Sud est ancien canton français situé dans le département de la Nièvre et la région Bourgogne.

## Géographie
Ce canton est organisé autour de Cosne-Cours-sur-Loire et est l'un des 7 cantons de l'arrondissement de Cosne-Cours-sur-Loire.

## Histoire
Le canton a été par le décret du 23 janvier 1985 scindant le canton de Cosne-Cours-sur-Loire.
Il est supprimé par le redécoupage cantonal de 2014.

## Représentation
| Période | Période | Identité       | Étiquette    | Qualité |
| ------- | ------- | -------------- | ------------ | --- |
| 1985    | 1994    | Didier Béguin  | UDF          | Préparateur en pharmacie Député (1993-1997) Maire de Cosne-Cours-sur-Loire (1989-2008)                             |
| 1994    | 2001    | Régis Bertrand | PS           | Architecte, chercheur à l'Institut Français d'Urbanisme Conseiller municipal de Cosne-Cours-sur-Loire              |
| 2001    | 2015    | Michel Veneau  | UMP puis DVD | Agriculteur Maire de Cosne-Cours-sur-Loire depuis 2014 Elu en 2015 dans le nouveau Canton de Cosne-Cours-sur-Loire |

## Composition
Le canton de Cosne-Cours-sur-Loire-Sud se composait d’une fraction de la commune de Cosne-Cours-sur-Loire et de quatre autres communes. Il comptait 8 753 habitants (population municipale) au 1er janvier 2012.
| Nom                               | Code Insee | Intercommunalité | Population (dernière pop. légale)              |
| --------------------------------- | ---------- | ---------------- | ---------------------------------------------- |
| Cosne-Cours-sur-Loire (chef-lieu) | 58086      | CC Cœur de Loire | Fraction : 5 748(2012) Commune : 10 553 (2014) |
| Alligny-Cosne                     | 58002      | CC Cœur de Loire | 871 (2014)                                     |
| Pougny                            | 58213      | CC Cœur de Loire | 474 (2014)                                     |
| Saint-Loup-des-Bois               | 58251      | CC Cœur de Loire | 499 (2014)                                     |
| Saint-Père                        | 58261      | CC Cœur de Loire | 1 130 (2014)                                   |

## Démographie
| 1962 | 1968 | 1975 | 1982 | 1990 | 1999  | 2006  | 2009 |
| ---- | ---- | ---- | ---- | ---- | ----- | ----- | ---- |
| -    | -    | -    | -    | -    | 9 332 | 9 077 | -    |